# Taekwondo-Pumsae-Europameisterschaften 2023
Die 16. Taekwondo-Pumsae-Europameisterschaften wurden vom 24. bis 26. November 2023 in Innsbruck, Österreich, in der Olympiaworld Innsbruck ausgetragen. Außerdem wurden die 1. Europameisterschaften im Para-Pumsae parallel zu den Pumsae-Meisterschaften ausgetragen, so dass beide Wettbewerbe als gemeinsames Turnier stattfanden.
Die Veranstaltung wurde von der European Taekwondo Union in Zusammenarbeit mit dem internationalen Sportverband World Taekwondo organisiert und von der österreichischen Austrian Taekwondo Union ausgerichtet.

## Medaillenspiegel
| Rank | Nation                 | Gold | Silver | Bronze | Gesamt |
| ---- | ---------------------- | ---- | ------ | ------ | ------ |
| 1    | Spanien                | 12   | 7      | 13     | 32     |
| 2    | Deutschland            | 8    | 8      | 7      | 23     |
| 3    | Dänemark               | 5    | 1      | 5      | 11     |
| 4    | Vereinigtes Königreich | 2    | 3      | 7      | 12     |
| 5    | Italien                | 5    | 3      | 6      | 14     |
| 6    | Türkei                 | 5    | 5      | 2      | 12     |
| 7    | Frankreich             | 0    | 4      | 6      | 10     |
| 8    | Schweden               | 0    | 2      | 6      | 8      |
| 9    | Finnland               | 0    | 2      | 4      | 6      |
| 10   | Niederlande            | 0    | 0      | 8      | 8      |
| 11   | Ukraine                | 0    | 0      | 6      | 6      |
| 12   | Portugal               | 1    | 0      | 1      | 2      |
| 13   | Österreich             | 0    | 1      | 1      | 2      |
| 14   | Tschechien             | 0    | 1      | 0      | 1      |
| 14   | Belgien                | 0    | 1      | 0      | 1      |
| 15   | Norwegen               | 0    | 0      | 1      | 1      |
| 15   | Serbien                | 0    | 0      | 1      | 1      |
| 15   | Polen                  | 0    | 0      | 1      | 1      |

## Ergebnisse: Traditionelle Pumsae

### Herren
| Disziplin        | Gold                | Silber                | Bronze                         |
| ---------------- | ------------------- | --------------------- | ------------------------------ |
| Einzel, Kadetten | Matteo-Won Campana  | Tim Voillard          | Liam Sky Lumban                |
| Einzel, Kadetten | Matteo-Won Campana  | Tim Voillard          | Nicolas Achili                 |
| Einzel, Junioren | Zaw Torley          | Marco Garcia Martinez | Mian Fromm                     |
| Einzel, Junioren | Zaw Torley          | Marco Garcia Martinez | Marco Palma                    |
| Einzel, bis 30   | Joël van der Weide  | Pierre-Malo Tranchant | Carlos Rey Cuadrado            |
| Einzel, bis 30   | Joël van der Weide  | Pierre-Malo Tranchant | Muhammed Emir Yilmaz           |
| Einzel, bis 40   | Benjamin Harder     | Ali Kemal Ustabas     | Hyeon Wook Kang                |
| Einzel, bis 40   | Benjamin Harder     | Ali Kemal Ustabas     | Murat Sarikus                  |
| Einzel, bis 50   | Ramon Lopez Bailon  | Ondrej Havlicek       | Christian Senft                |
| Einzel, bis 50   | Ramon Lopez Bailon  | Ondrej Havlicek       | Eric Albasini                  |
| Einzel, bis 60   | Anh-Tuan Do         | Hans-Carsten Gauger   | Hans Brian Aakmann Christensen |
| Einzel, bis 60   | Anh-Tuan Do         | Hans-Carsten Gauger   | Ji-Pyo Lim                     |
| Einzel, bis 65   | Jorn Andersen       | Josef Chiu            | Jose Manuel Marin Fernandez    |
| Einzel, bis 65   | Jorn Andersen       | Josef Chiu            | Manfred Stadtmüller            |
| Einzel, über 65  | Jeong Cheol Kim Kim | Ali Pourtaheri        | Guy Friess                     |
| Einzel, über 65  | Jeong Cheol Kim Kim | Ali Pourtaheri        | Leszek Wenecki                 |

### Damen
| Disziplin        | Gold                      | Silber               | Bronze                |
| ---------------- | ------------------------- | -------------------- | --------------------- |
| Einzel, Kadetten | Ksenia Alexandra Bongard  | Emma Au-Nguyen       | Romane Soukhotine     |
| Einzel, Kadetten | Ksenia Alexandra Bongard  | Emma Au-Nguyen       | Robin Leewis          |
| Einzel, Junioren | Annebell Ibsen            | Laura Alvarez Suarez | Pia Hoffmann          |
| Einzel, Junioren | Annebell Ibsen            | Laura Alvarez Suarez | Ellen Eckerstrom      |
| Einzel, bis 30   | Eva Sandersen             | Seyda Nur Yavuz      | Anna Schneeberger     |
| Einzel, bis 30   | Eva Sandersen             | Seyda Nur Yavuz      | Alicia Brännback      |
| Einzel, bis 40   | Franziska Schneegans      | Charlotte Pedersen   | Núria Serra Fernández |
| Einzel, bis 40   | Franziska Schneegans      | Charlotte Pedersen   | Katia Parroche        |
| Einzel, bis 50   | Vanesa Ortega Villodres   | Wenqi Li             | Johanna Nukari        |
| Einzel, bis 50   | Vanesa Ortega Villodres   | Wenqi Li             | Nicole Nielsen        |
| Einzel, bis 60   | Heekyung Reimann          | Soo mi Jo Lee        | Niina Virtala         |
| Einzel, bis 60   | Heekyung Reimann          | Soo mi Jo Lee        | Sybille Forca         |
| Einzel, bis 65   | Marina Riquelme Ballester | Vera Moens           | Marina Malaffo        |
| Einzel, bis 65   | Marina Riquelme Ballester | Vera Moens           | Leni Niedermayr       |
| Einzel, über 65  | Eduarda Ferraz            | Marie France David   | Jenny Furness         |
| Einzel, über 65  | Eduarda Ferraz            | Marie France David   |                       |

### Team-Wettbewerbe
| Event                   | Gold                   | Silber                 | Bronze                 |
| ----------------------- | ---------------------- | ---------------------- | ---------------------- |
| Paar, Kadetten          | Deutschland            | Frankreich             | Italien                |
| Paar, Kadetten          | Deutschland            | Frankreich             | Spanien                |
| Paar, Junioren          | Spanien                | Deutschland            | Schweden               |
| Paar, Junioren          | Spanien                | Deutschland            | Vereinigtes Königreich |
| Paar, bis 30            | Spanien                | Türkei                 | Deutschland            |
| Paar, bis 30            | Spanien                | Türkei                 | Niederlande            |
| Paar, über 30           | Türkei                 | Spanien                | Frankreich             |
| Paar, über 30           | Türkei                 | Spanien                | Niederlande            |
| Team männlich, Kadetten | Vereinigtes Königreich | Italien                | Spanien                |
| Team männlich, Kadetten | Vereinigtes Königreich | Italien                | Niederlande            |
| Team weiblich, Kadetten | Spanien                | Finnland               | Vereinigtes Königreich |
| Team weiblich, Kadetten | Spanien                | Finnland               | Schweden               |
| Team männlich, Junioren | Spanien                | Finnland               | Ukraine                |
| Team männlich, Junioren | Spanien                | Finnland               | Schweden               |
| Team weiblich, Junioren | Deutschland            | Vereinigtes Königreich | Finnland               |
| Team weiblich, Junioren | Deutschland            | Vereinigtes Königreich | Spanien                |
| Team männlich, bis 30   | Spanien                | Österreich             | Vereinigtes Königreich |
| Team männlich, bis 30   | Spanien                | Österreich             | Italien                |
| Team weiblich, bis 30   | Dänemark               | Spanien                | Niederlande            |
| Team weiblich, bis 30   | Dänemark               | Spanien                | Italien                |
| Team männlich, über 30  | Deutschland            | Spanien                | Finnland               |
| Team männlich, über 30  | Deutschland            | Spanien                | Serbien                |
| Team weiblich, über 30  | Dänemark               | Deutschland            | Spanien                |
| Team weiblich, über 30  | Dänemark               | Deutschland            | Vereinigtes Königreich |

## Ergebnisse: Freestyle-Pumsae

### Herren
| Disziplin       | Gold                 | Silber           | Bronze            |
| --------------- | -------------------- | ---------------- | ----------------- |
| Einzel Junioren | Muhammed Cagri Gulen | Wyatt Sommerfeld | Roman Bilous      |
| Einzel Junioren | Muhammed Cagri Gulen | Wyatt Sommerfeld | Anton Sabin Rendo |
| Einzel Senioren | Manuel Romer         | Aykut Tasgin     | Jules Berger      |
| Einzel Senioren | Manuel Romer         | Aykut Tasgin     | Andreas Sörensen  |

### Damen
| Disziplin       | Gold                | Silber           | Bronze             |
| --------------- | ------------------- | ---------------- | ------------------ |
| Einzel Junioren | Beatrice Coradeschi | Isabelle Lammers | Ecrin Yanit        |
| Einzel Junioren | Beatrice Coradeschi | Isabelle Lammers | Robin Leewis       |
| Einzel Senioren | Eva Sandersen       | Leah Lawall      | Gulsena Karakuyulu |
| Einzel Senioren | Eva Sandersen       | Leah Lawall      | Valentina Arlotti  |

### Paar-Wettbewerbe
| Disziplin | Gold    | Silber  | Bronze  |
| --------- | ------- | ------- | ------- |
| Junioren  | Türkei  | Italien | Spanien |
| Junioren  | Türkei  | Italien | Ukraine |
| Senioren  | Italien | Türkei  | Ukraine |
| Senioren  | Italien | Türkei  | Spanien |

### Team-Wettbewerb
| Disziplin  | Gold                                                                                    | Silber                                                                            | Bronze |
| ---------- | --------------------------------------------------------------------------------------- | --------------------------------------------------------------------------------- | --- |
| Mixed-Team | Italien Valentina Arlotti Alessia Bertagnin Luca Ferella Luca Matellini Andrea Norbiato | Deutschland Jules Berger Pia Hoffmann Leah Lawall Julius Müller Ana Catalina Pohl | Dänemark Johan Hogrefe Fredmar Johan Diget Hollederer Silje Anne Liborius Jensen Silja damm Kjolbo Andreas Bregnballe Sorensen |
| Mixed-Team | Italien Valentina Arlotti Alessia Bertagnin Luca Ferella Luca Matellini Andrea Norbiato | Deutschland Jules Berger Pia Hoffmann Leah Lawall Julius Müller Ana Catalina Pohl | Spanien Yaiza Velo Diaz Rubén Galdo Maira Ines Abuin Sanchez Irea Abuin Sanchez Pepe Soto Veira                                |